# Plomodiern
Plomodiern (tiếng Breton: Ploudiern) là một xã của tỉnh Finistère, thuộc vùng Bretagne, miền tây bắc Pháp.

## Dân số
Người dân ở Plomodiern được gọi là Plomodiernois.